# HTC Incredible
HTC Incredible ist eine Smartphone-Baureihe des Herstellers HTC mit dem Betriebssystem Android. Das erste Modell erschien im Mai 2010 auf dem Markt.

## HTC Droid Incredible
Das HTC Droid Incredible ist auch als HTC Incredible bekannt. Es wurde von Mai 2010 bis März 2011 von Verizon angeboten.
Es verfügt über einen 1 GHz Snapdragon-Prozessor und das Android-Betriebssystem in der Version 2.1. Starke technische Ähnlichkeiten bestehen zum Smartphone HTC Desire. Im Gegensatz zum Desire besitzt das Droid Incredible einige technische Verbesserungen, wie z. B. der eingebaute Flash-Speicher mit einer Größe von 8 GB oder die 8-Megapixel-Kamera mit Dual-Flash.

### Technische Daten
Das Droid Incredible verwendet einen AMOLED-Multi-Touch-Bildschirm und eine 8-Megapixel-Kamera. Weiterhin verfügt es über Bluetooth 2.1, ein UKW-Radio, einen GPS-Empfänger sowie einen Beschleunigungssensor und einen digitalen Kompass.

## HTC Incredible S
Das HTC Incredible S ist der Nachfolger des in Deutschland nicht erhältlichen HTC Droid Incredible und ist seit März 2011 in Deutschland, Österreich und der Schweiz erhältlich.

### Technische Daten
Betrieben wird das Incredible S mit einem Qualcomm-Prozessor Snapdragon 8255 1GHz in Kombination mit der GPU Adreno 205 und 768 MByte RAM. Dieses System ist ungefähr zweimal leistungsfähiger als der Snapdragon 8250 des Vorgängermodells.
Zu Beginn wurde es mit Android 2.2 Froyo und HTC Sense 2.1 ausgeliefert. Einem ersten Update auf 2.3.5 Gingerbread und HTC Sense 3.0 folgte seit Juli 2012 das Update auf Android 4.0.4 Ice Cream Sandwich (Software 4.10.405.1) und HTC Sense 3.6.
Apps bezieht das Gerät über den Google-Play-Store oder alternativen App-Stores.
Bedient wird das Gerät über ein 4 Zoll großes, kapazitives sLC-Display mit einer Auflösung von 480×800 Pixel. Außerdem kann das Gerät über die vier hinterleuchtete Touch-Tasten Home, Menü, Zurück und Suche, die unterhalb des Displays platziert sind und sich beim Wechsel vom Porträt- in den Landschaftsmodus mitdrehen, bedient werden.
Die Acht-Megapixel-Kamera auf der Rückseite nimmt Fotos mit 3264×2448 Pixeln und Videos in HD-Qualität auf.
Auf der Vorderseite befindet sich eine 1,3-Megapixel-Kamera zur Videotelefonie.
Unterstützte Datenübertragungsstandards sind Bluetooth 2.1, WLAN b,g,n, DLNA zur Datenübertragung auf einen Computer oder Fernseher, GPRS, EDGE und HSDPA mit 14,4 Mbit/s und HSUPA mit 5,76 Mbit/s.

### Sonstiges
Das Incredible S und das Desire HD sind sich sehr ähnlich und unterscheiden sich fast nur in der Displaygröße.